# Coustouges

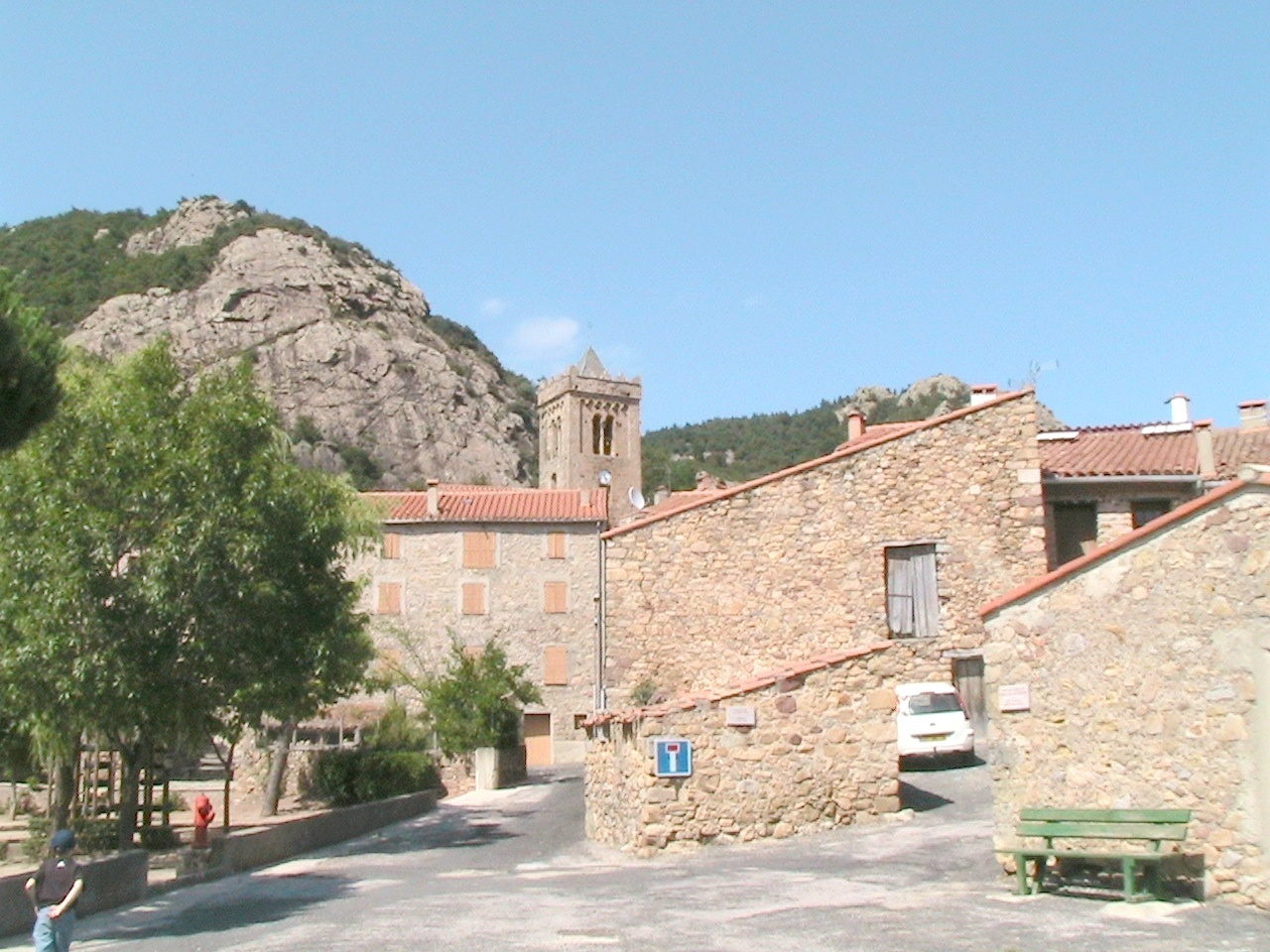
Coustouges

Coustouges (in catalano Costoja) è un comune francese di 113 abitanti situato nel dipartimento dei Pirenei Orientali nella regione dell'Occitania.

## Geografia fisica

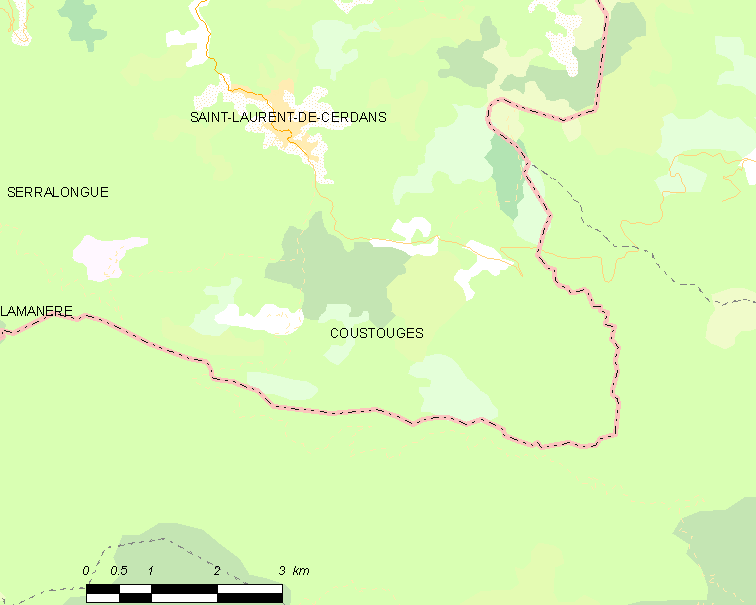
Situazione di Coustouges

## Società

### Evoluzione demografica
Abitanti censiti